# Konstantin von Höfler
Karl Adolf Konstantin rytíř von Höfler (26. března 1811 Memmingen – 29. prosince 1897 Praha) byl německý historik, konzervativní katolík a národovec, hlavní osobnost německé historiografie v Čechách v 50. až 70. letech 19. století.

## Život
V roce 1851 byl povolán jako profesor historie na Univerzitu Karlovu do Prahy rakouským ministrem vyučování a kultu Lvem Thunem. Jeho příchod měl posílit německý, klerikální a konzervativní proud na univerzitě. V druhé polovině 50. let vydal edici Geschichtschreiber der Husitischen Bewegung in Böhmen. V dalších dílech o husitství se jakožto konzervativní katolík kriticky vyjadřoval k tomuto hnutí. Tato díla vyvolala v 60. letech širokou polemiku mezi českou a německou historiografií o povaze husitství, do kterého se významně zapojil František Palacký. V roce 1862 podpořil vznik spolku německých historiků Verein für Geschichte der Deutschen in Böhmen. Přestože byl tehdy předním německým historikem v Čechách, do čela spolku byl zvolen právník Franz Pelzel, a to především kvůli názorovým střetům mezi zakladateli spolku, liberály, a Höflerem, známým konzervativcem. Höfler se stal jen místopředsedou a šéfredaktorem spolkového časopisu Mitteilungen des Vereins für die Geschichte der Deutschen in Böhmen. Kvůli přetrvávajícím sporům však v roce 1870 spolek a časopis opustil.
Zapojil se i do politiky. V doplňovacích zemských volbách v Čechách v listopadu 1865 byl zvolen na Český zemský sněm, kde zastupoval kurii městskou, obvod Chomutov, Vejprty, Přísečnice. Byl uváděn jako oficiální kandidát německého volebního výboru. Uspěl zde i v řádných zemských volbách v lednu 1867 a zemských volbách v březnu 1867. Rezignoval před zářím 1869. Na sněm se ještě vrátil coby rektor pražské univerzity (tedy virilista) v letech 1871–1872.
V letech 1871–1872 zastával post rektora Karlo-Ferdinandovy univerzity v Praze. Na pražské univerzitě učil až do jejího rozdělení v roce 1882. Tento akt považoval za porážku němectví a proto dobrovolně odešel. Zbytek svého života strávil jako spisovatel, napsal několik historických divadelních her. Za svou profesorskou kariéru vychoval řadu historiků, mezi jinými Jaroslava Golla, Ludwiga Schlesingera, Julia Lipperta, Adolfa Bachmanna, Aloise Jiráska, Hermanna Hallwicha, Vojtěcha Jaromíra Nováčka a Mathiase Pangerla. Se svými studenty během výuky pracoval i s prameny, roku 1873 se mu podařilo založit historický seminář.